# Токугава Нариаки
Токугава Нариаки (яп. 徳川斉昭, 4 апреля 1800 — 29 сентября 1860) — японский политический и государственный деятель периода Эдо. 9-й правитель Мито-хана. Отец Токугавы Ёсинобу, последнего сёгуна сёгуната Токугава. Один из лидеров антиправительственного и антииностранного движения «Да здравствует Император, долой варваров!». Псевдонимы — Кэйдзан (яп. 景山) и Синрюкаку (яп. 潜龍閣). Посмертное имя — Рэкко (яп. 烈公, «Пылающий князь»).

## Биография
Токугава Нариаки родился 4 апреля 1800 года в городе Эдо в самурайской семье. Его отец, Токугава Харутоси, был правителем Мито-хана и родственником сёгунов Токугава. Нариаки учился у Аидзавы Сэйсисая и сызмальства проявил способности к естественным и гуманитарным наукам.
В 1829 году, после смерти старшего брата Токугавы Норинобу, Нариаки стал правителем Мито-хана. В занятии этой должности ему помогали реформаторы во главе с Фудзитой Токо. Нариаки повысил в должностях Фудзиту и учителя Аидзаву и начал масштабные реформы собственных владений в сфере береговой охраны, образования и экономики. В частности, он развил литьё и стал производить собственную артиллерию, отправил на Хоккайдо экспедицию для освоения острова, упорядочил земельный кадастр, сбалансировал ханский бюджет и наполнил ханскую казну. Кроме этого, для воспитания молодых самураев в патриотическом духе, Нариаки основал школу Кодокан, в которой преподавались науки с позиций философии кокугаку.
Сёгунат негативно воспринял эти реформы, опасаясь военного и экономического усиления Мито-хана. В 1844 году японское правительство отстранило Нариаки от исполнения государственных дел и передал управление хана его сыну, Токугаве Ёсиацу. Реформаторы во главе с Такэдой Коунсаем неоднократно обращались в Эдо с просьбой отменить этот приказ, но безуспешно. Когда же в 1845 году во главе правительства сёгуната стал Абэ Масахиро, Нариаки привлекли к правительственным совещаниям, а с 1849 года допустили к участию в управлении родным Мито-ханом.
В 1853 году, во время визита эскадры США под командованием Мэтью Перри, Нариаки был одним из членов всеяпонского собрания, которое решало вопрос подписания японо-американского договора. Политик настаивал на соблюдении курса изоляции, но его мнение не было услышано и договор с США подписали.
В 1857 году, в связи со смертью Абэ, Нариаки перестали приглашать на правительственные совещания. В 1858 году главой правительства стал Ии Наосукэ, который без разрешения Императора заключил договор о японо-американской торговле, а также добился назначения 14-м сёгуном Токугавы Иэмоти, вместо Токугавы Ёсинобу, который был сыном Нариаки. Такая своевольная политика вызвала нарекания Нариаки и его сторонников. Когда он со своими сыновьями Ёсинобу и правителем Овари-хана Токугавой Ёсикацу внезапно явился в Эдоский замок и стал критиковать главу правительства, их арестовали. В следующем году, в ходе репрессий Ансэй, Нариаки сослали в Мито под пожизненный домашний арест.
Токугава Нариаки умер у себя на родине 29 сентября 1860 года.